# Caleb Green
Caleb Green, né le 10 juillet 1985, à Tulsa, en Oklahoma, est un joueur américain de basket-ball. Il évolue au poste d'ailier fort.

## Biographie
En février 2014, il est nommé meilleur joueur de la 6e journée du Top 32 de l'EuroCoupe. Dans la victoire de son équipe face au Brose Baskets, il marque 32 points (dont 13 lancers francs sur 17) et attrape 8 rebonds pour une évaluation de 34.